# Altica talyshana
Altica talyshana là một loài bọ cánh cứng trong họ Chrysomelidae. Loài này được Konstantinov in Lopatin & Konstantinov miêu tả khoa học năm 1995.